# 一宮ジャンクション

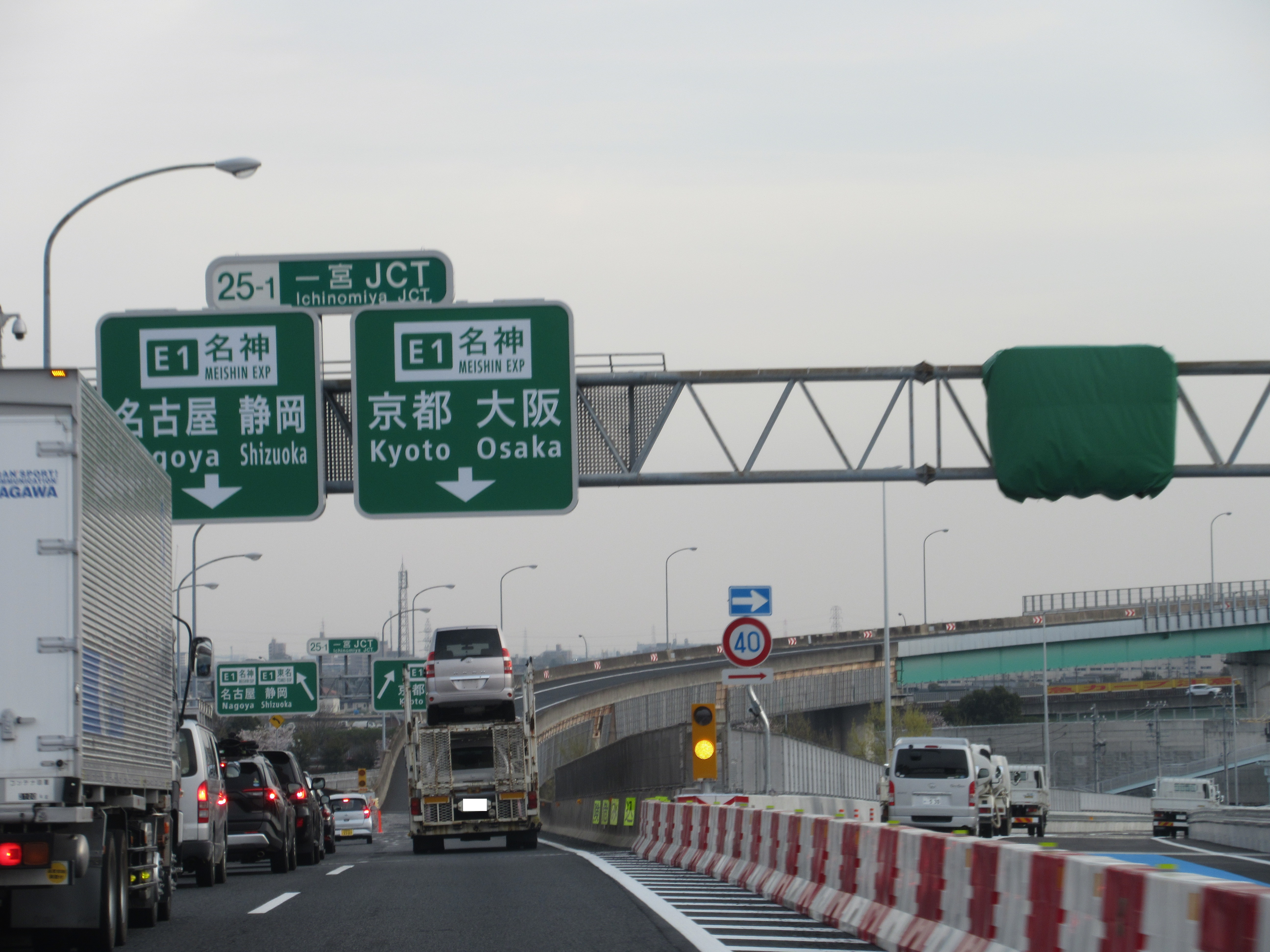
東海北陸道上り線の分岐（2021年3月）

一宮ジャンクション（いちのみやジャンクション）は、愛知県一宮市大和町にある名神高速道路と東海北陸自動車道のジャンクションである。

## 概要
全区間高架橋構造であり、「鋼管井筒基礎」、「鋼橋脚」、「鋼箱桁橋」などが採用されている。一般道への出入りは近隣の一宮稲沢北IC（当JCTとの相互利用は不可）、一宮西IC、または一宮ICを利用する。このJCTの真下を南北に貫く形で愛知県道14号岐阜稲沢線（西尾張中央道）が走っており、計画されている一宮西港道路への接続が考慮されている。
名神下り線では、平日のラッシュ時・土曜・日曜および長期連休中（ゴールデンウィーク・お盆・年末年始）に当ジャンクションを先頭とする渋滞が発生しやすく、最後尾は小牧IC付近や名古屋高速16号一宮線の清洲JCT付近まで伸びることがある。2019年には、渋滞緩和策として加速車線と走行車線の間にラバーポールを設置
。ファスナー状に1台ずつ合流する「ファスナー合流」の方式を導入した。さらなる対策として中日本高速道路（NEXCO中日本）は2021年度（令和3年度）に一宮IC - 一宮JCT間の路肩・車線幅を減少して片側3車線運用化する工事に着手し、2024年（令和6年）9月7日に上り線の3車線化工事が完了した。
なお名神下り線のJCT手前には、飛驒清見ICから先は（飛驒トンネル区間）危険物積載車両通行禁止であることを示す標識が設けられている。

## 歴史
- 1998年（平成10年）12月13日 - 東海北陸自動車道の尾西IC - 一宮JCT間の開通に伴い[8][9]、供用開始[1]。

## 道路
- E1 名神高速道路（25-1番）[1][2]
- E41 東海北陸自動車道[1][2]

## 隣
E1 名神高速道路
(25)一宮IC - (25-1)一宮JCT - 羽島PA（下り線のみ） - (25-2)岐阜羽島IC
E41 東海北陸自動車道
(1)一宮稲沢北IC - (25-1)一宮JCT - (1-1)一宮西IC